# Sandra Nashaat
Sandra Nashaat (àrab: ساندرا نشأت, Sāndrā Naxʾat) (el Caire, 2 de febrer de 1970) és una directora de cinema egípcia.

## Biografia
Nashaat és cristiana copta. És filla d'una mare libanesa i d'un pare sirià. Nashaat va assistir a l'Institut Superior de Cinema del Caire alhora que la Universitat del Caire, on va estudiar literatura francesa. Ha realitzat diversos llargmetratges en els últims anys, que han estat èxits de taquilla.

## Filmografia
- Akhir Shita (L'hivern passat. Curtmetratge, 1992)
- Al-Mufiola (La taula d'edició. Curtmetratge, 1994)
- Mabruk wa Bulbul (Mabruk i Bulbul. 1998)
- Leh Khaletny Ahebak (Per què em vas fer estimar-te?, 2000) protagonitzada per Karim Abdel Aziz, Mona Zaki, Hala Shiha y Ahmed Helmi.
- Haramia Fe KG 2  (Lladres en Kindergarten, 2001) protagonitzada per Karim Abdel Aziz, Hanan Turk, Maged Elkeduani i Talaat Zakaria.
- Haramia Fe Tailàndia (Lladres a Tailàndia, 2003) protagonitzada per Karim Abdel Aziz, Hanan Turk, Maged Elkeduani, Talaat Zakaria i Lotfi Labib.[3]
- Mallaki Iskandariya (Alexandria Privada, 2005) protagonitzada per Ahmed Ezz, Nour, Ghada Adel, Khaled Salah, Mohamed Ragab i Reham Abdelghafour .
- El Rahena  (L'ostatge, 2007), protagonitzada per Ahmed Ezz, Noor, Yasmin Abdelaziz, Salah Abdalah i Mohamed Sharaf.
- Masgoon Tranzeet  (2008)
- El-Maslaha  (2012)
- Sharak  (2014)
- Bahlam  (2014)